# Liste der Kulturdenkmale in Großpostwitz

Wappen

In der Liste der Kulturdenkmale in Großpostwitz sind die Kulturdenkmale der sächsischen Gemeinde Großpostwitz verzeichnet, die bis August 2017 vom Landesamt für Denkmalpflege Sachsen erfasst wurden (ohne archäologische Kulturdenkmale). Die Anmerkungen sind zu beachten.
Diese Liste ist eine Teilliste der Liste der Kulturdenkmale im Landkreis Bautzen.

## Liste der Kulturdenkmale in Großpostwitz
| Bild                                    | Bezeichnung | Lage                                               | Datierung                                                                       | Beschreibung | ID       |
| --------------------------------------- | --- | -------------------------------------------------- | ------------------------------------------------------------------------------- | --- | -------- |
| Direkt Bild zu diesem Denkmal hochladen | Stellwerk W2 | (am Kilometer 0,821, Abzweig Großpostwitz) (Karte) | Um 1900                                                                         | Bahnstrecke Großpostwitz–Löbau, zweigeschossiges massives Haus mit Natursteinsockel und Satteldach, eisenbahngeschichtlich von Bedeutung | 09301855 |
| Direkt Bild zu diesem Denkmal hochladen | 12 Zaunpfeiler; Durchsteckpfosten mit Löchern für Querverstrebungen | Althainitz 8b (Karte)                              | 19. Jahrhundert                                                                 | Straßenbildprägend von Bedeutung | 09252776 |
|                                         | „Villa Schnabel“ | August-Bebel-Straße 2 (Karte)                      | Wetterfahne bezeichnet mit 1904                                                 | Im Stil des Späthistorismus mit Fachwerkgiebeln, zur Mühle gehörend, baugeschichtlich von Bedeutung, mit Spitzdachecktürmchen, Dachgeschoss mit Schmuckverbretterung, Fensterbekrönungen, drei kunstvoll gestaltete Blitzableiter | 09252786 |
| Weitere Bilder                          | Bahnhof Großpostwitz: Empfangsgebäude, Eishaus, Güterrampe aus Naturstein, Weichenposten sowie zwei Signale nördlich und zwei Signale südlich vom Bahnhof                                            | Bahnhofstraße 2 (Karte)                            | 1. September 1877 (Inbetriebnahme Bahnhof)                                      | Bahnstrecke Großpostwitz–Löbau; Eisenbahnstrecke Bautzen – Neukirch; Empfangsgebäude späthistoristischer Putzbau mit reicher Putzgliederung, Eishaus Putzbau mit Lisenengliederung, baugeschichtlich und eisenbahngeschichtlich von Bedeutung. Empfangsgebäude mit Renaissancedekor, auch Einflüsse des Schweizerstils, Bahnhof wohl am 1. September 1877 in Betrieb gegangen. Abbruchgenehmigung für das Eishaus vom 2. Mai 2016. | 09252781 |
| Direkt Bild zu diesem Denkmal hochladen | Lessingschule | Cosuler Straße 4 (Karte)                           | 1927                                                                            | Putzbau mit expressionistischen Anklängen, ortsgeschichtlich und baugeschichtlich von Bedeutung, dreigeschossiger massiver Putzbau, Walmdach mit Biberschwanz-Kronendeckung, links Seitenrisalit mit spitzbogigem Eingang und Helmbekrönung, neue Fenster kleinteilig gesprosst, jedoch nicht im Denkmalsinne (Kunststoff, waagerechte Sprossen „in Aspik“) | 09252129 |
| Direkt Bild zu diesem Denkmal hochladen | Wohnstallhaus (Umgebinde) | Dorfplatz 6 (Karte)                                | Türstock bezeichnet mit 1849                                                    | Obergeschoss Fachwerk teils verbrettert, Bestandteil des alten Dorfkerns, baugeschichtlich von Bedeutung, Erdgeschoss Granitgewände, Umgebinde mit großen Jochbögen, Fenster etwas vergrößert | 09252751 |
| Direkt Bild zu diesem Denkmal hochladen | Wohnstallhaus mit Oberlaube | Dorfplatz 9 (Karte)                                | Wohl 18. Jahrhundert                                                            | Obergeschoss Fachwerk verbrettert, weitgehend in Konstruktion und Aussehen erhalten, baugeschichtlich von Bedeutung, Erdgeschoss massiv, mit alten gesproßten Kastenfenstern, Fenster Obergeschoss originale Größe, Satteldach mit Aufschieblingen, im Bereich des ehemaligen Stallteils ist das Gebäude massiv | 09250294 |
| Direkt Bild zu diesem Denkmal hochladen | Schnabelmühle; Kunstmühle (Sachgesamtheit) | Dorfstraße 1a, 1b (Karte)                          | Bezeichnet mit 1823 (Versorgungsgebäude)                                        | Sachgesamtheit Kunstmühle mit folgenden Einzeldenkmalen: Wohnmühlengebäude einschließlich technischer Ausstattung, Gebäudeteil der ehemaligen Sacknäherei und Turbinenraum, Speichergebäude, Scheune, Wehr und Mühlgraben (siehe Obj. 09303600, gleiche Anschrift) und Rest der Einfriedung als Sachgesamtheitsteil; weitgehend authentisch erhalten, baugeschichtliche, ortsgeschichtliche, sozialgeschichtliche und technikgeschichtliche Bedeutung. Einfriedung: zwei gemauerte Pfeiler, die schmiedeeisernes Tor fassen und Reste der Naturstein-Mauer. Weiteres zum Gehöft gehörendes zweigeschossiges Wohnhaus als Denkmal gestrichen, weil nicht denkmalgerecht saniert, ist Sachgesamtheitsteil, Einvernehmen mit Landratsamt Bautzen/Untere Denkmalschutzbehörde zur Streichung hergestellt. | 09252787 |
| Direkt Bild zu diesem Denkmal hochladen | Wohnmühlengebäude einschließlich technischer Ausstattung, Gebäudeteil der ehemaligen Sacknäherei und Turbinenraum, Speichergebäude, Scheune, Wehr und Mühlgraben (Einzeldenkmale zu ID-Nr. 09252787) | Dorfstraße 1a, 1b (Karte)                          | Bezeichnet mit 1823 (Wohnmühlengebäude); 1823 (Speicher); um 1910 (Technikhaus) | Einzeldenkmale der Sachgesamtheit Kunstmühle (Schnabelmühle, siehe auch Obj. 09252787, gleiche Anschrift); baugeschichtliche, ortsgeschichtliche, sozialgeschichtliche und technikgeschichtliche Bedeutung. - Wohnmühlengebäude: zweigeschossiger Massivbau, verputzt mit profiliertem Traufgesims und Dachhäuschen sowie Wahlmdach, Schriftzug „Kunstmühlenwerk E. F. Schnabel“ in zeitgenössischer Typographie am Technikgebäude - Technische Ausstattung: alte Mahltechnik, doppelt stehende Francisturbine mit offenem Kegelradgetriebe (Holz in Eisen), 20 PS und 30 PS, Königswelle (Baujahr 1945) - Speichergebäude: mit zwei profilierten Granittürgewänden (1832), mit Pilaster-Kolossalordnung, leicht geschweiftem Satteldach mit verschiefertem Dachaufbau - Scheune: eingeschossig mit Drempel, Massivbau (Bruchstein), Satteldach | 09303600 |
| Weitere Bilder                          | Denkmal für die Gefallenen des Ersten Weltkrieges, mit Ehrenhain | gegenüber Fabrikstraße 5 (Karte)                   | Bezeichnet mit 1922 (Stiftung)                                                  | Postament in dorischer Ordnung, darauf liegender Löwe, Beschriftungen in Deutsch und Sorbisch, Ehrenhain bis herunter zur Straße; geschichtlich von Bedeutung | 09252792 |
| Direkt Bild zu diesem Denkmal hochladen | Mühlengebäude mit Überfallwehr | Fabrikstraße 19 (Karte)                            | 2. Hälfte 19. Jahrhundert                                                       | Hochgradig im ursprünglichen Aussehen erhalten, baugeschichtlich und technikgeschichtlich von Bedeutung, zweigeschossiger massiver Putzbau mit Drempel, Satteldach, stand bis Juni 2011 irrtümlich unter Fabrikstraße 15 in der Denkmalliste | 09253372 |
| Direkt Bild zu diesem Denkmal hochladen | Zwei Fabrikgebäude | Fabrikstraße 30 (Karte)                            | 2. Hälfte 19. Jahrhundert                                                       | Putzbauten mit Segmentbogenfenstern, baugeschichtlich und ortsgeschichtlich von Bedeutung, viergeschossiger massiver Putzbau mit flachem Satteldach | 09253371 |
| Direkt Bild zu diesem Denkmal hochladen | Wohnstallhaus | Friedensweg 6 (Karte)                              | Um 1800                                                                         | Obergeschoss Fachwerk teils verbrettert, teils verputzt, baugeschichtlich von Bedeutung, Fenster in originaler Größe | 09252773 |
| Direkt Bild zu diesem Denkmal hochladen | Villa mit vorgelagerter Freitreppe, Garagenhäuschen, Einfriedung und Villengarten | Friedensweg 16 (Karte)                             | Um 1920                                                                         | Im Reform- und Heimatstil der Zeit um 1920, baugeschichtlich und gartenkünstlerisch von Bedeutung, zweistöckig | 09252772 |
| Weitere Bilder                          | Friedhof Großpostwitz/O.L. (Sachgesamtheit) | Gemeindeplatz (Karte)                              | 2. Hälfte 19. Jahrhundert (Aufbahrungshalle, Einfriedung, Friedhofstor)         | Sachgesamtheit Friedhof Großpostwitz/O.L. mit folgenden Einzeldenkmalen: vier Grabmale, vier Grabanlagen mit schmiedeeisernen Einfriedungen, Denkmal für die Gefallenen des Ersten Weltkrieges, Denkmal für die Gefallenen des deutsch-französischen Krieges von 1870/71 und des Krieges von 1866 (siehe Obj. 09252788) sowie Aufbahrungshalle und südliche Einfriedungsmauer mit Friedshofstor als Sachgesamtheitsteile; künstlerisch und ortsgeschichtlich von Bedeutung | 09303893 |
| Direkt Bild zu diesem Denkmal hochladen | Vier Grabmale (Einzeldenkmal zu ID-Nr. 09303893) | Gemeindeplatz (Karte)                              | 1902–1917                                                                       | Einzeldenkmale der Sachgesamtheit Friedhof Großpostwitz/O.L.; künstlerisch und ortsgeschichtlich von Bedeutung. - Grabmal Johann Brade (1838–1902), Gutsbesitzer, Sandstein, mit schmiedeeiserner Einfassung, nach 1902 - Grabmal Christian Wunderlich (1838–1915), Sandstein, Relief mit Christus als Hirte, nach 1915 - Grabmal Ernst August Jannasch (1890–1917), dreizoniger Aufbau, erhöhter Mittelteil mit Urne, Seitenwände kanneliert, nach 1917 - Grabmal Maria Theresia (1879–1935) und Ewald Rudolf, Galvanoplastik (?) Segnender Christus, um 1910 | 09252788 |
| Direkt Bild zu diesem Denkmal hochladen | Vier Grabanlagen mit schmiedeeisernen Einfriedungen (Einzeldenkmal zu ID-Nr. 09303893) | Gemeindeplatz (Karte)                              | 1851–1914                                                                       | Einzeldenkmale der Sachgesamtheit Friedhof Großpostwitz/O.L.; künstlerisch und ortsgeschichtlich von Bedeutung - Grabanlage Johann August Gruhl und Marie Gruhl, Sandstein, mit schmiedeeiserner Einfassung, 2. Hälfte 19. Jahrhundert - Grabanlage Familie Johann August (1841–1894) und Magdalena Sommer, dreizoniger Wandaufbau, Mittelteil flankiert von dorischen Säulen, mit schmiedeeiserner Einfassung, 2. Hälfte 19. Jahrhundert - Grabanlage der Familien Dornig und Schaaf, dreizoniger Wandaufbau, Mittelteil als Ädikula, um 1900 - Grabanlage Michael (1849–1926) und Marie Theresie (gestorben 1914) Gruhl, mit Einfriedung, nach 1914 | 09252788 |
| Weitere Bilder                          | Denkmal für die Gefallenen des Ersten Weltkrieges (Einzeldenkmal zu ID-Nr. 09303893) | Gemeindeplatz (Karte)                              | 1921–1922                                                                       | Einzeldenkmal der Sachgesamtheit Friedhof Großpostwitz/O.L.; künstlerisch und ortsgeschichtlich von Bedeutung, beschrifteter Stein mit Zepter, umfangen von Pergola auf bearbeiteten Pfeilern, Gebälkinschrift: „Ich lebe, und ihr sollt auch leben. // Horjekach je wótcny kraj.“ | 09252788 |
|                                         | Denkmal für die Gefallenen des deutsch-französischen Krieges von 1870/71 und des Krieges von 1866 (Einzeldenkmal zu ID-Nr. 09303893)                                                                 | Gemeindeplatz (Karte)                              | Nach 1871                                                                       | Einzeldenkmal der Sachgesamtheit Friedhof Großpostwitz/O.L. (siehe auch Obj. 09303893); künstlerisch und ortsgeschichtlich von Bedeutung | 09252788 |
| Direkt Bild zu diesem Denkmal hochladen | Waagehäuschen mit historischer Waage im Inneren | bei Güterbahnhofstraße 1 (Karte)                   | 19. Jahrhundert                                                                 | Geschichtlich von Bedeutung, gehört eventuell zum Bahnhof, vielleicht aber auch zum benachbarten ehemaligen Werksgelände | 09301854 |
| Direkt Bild zu diesem Denkmal hochladen | Wohnhaus | Güterbahnhofstraße 4 (Karte)                       | Ende 19. Jahrhundert                                                            | Klinkerbau mit Anklängen an den Schweizerstil, weitgehend ursprünglich erhalten, baugeschichtlich von Bedeutung, zweigeschossiger roter Backsteinbau mit gegiebeltem Mittelrisalit, alte Winterfenster mit Galgensprossung, Dachüberstand, Rückseite durch Verputzen verändert | 09275365 |
|                                         | Wegestein | Hauptstraße, Ecke Kirchplatz (Karte)               | 19. Jahrhundert                                                                 | Verkehrsgeschichtlich von Bedeutung, sorgfältig gearbeitete Wegesäule aus Granit mit Sockel auf quadratischem Grundriss, darüber schmalerer Schaft mit abgefasten Kanten, kubischer Kopf mit vertieften Inschriftfeldern (darin Orts- und Kilometerangaben sowie Richtungspfeile) und flachpyramidalem Abschluss | 09252783 |
| Direkt Bild zu diesem Denkmal hochladen | Pfarrhaus | Hauptstraße 1 (Karte)                              | Bezeichnet mit 1861                                                             | Putzbau mit Drempel, ortshistorische Bedeutung, zweigeschossiger massiver Putzbau mit Drempel, flaches Satteldach mit zwei alten Blitzableitern, Wand-Öffnung-Verhältnis weitgehend intakt | 09251770 |
| Direkt Bild zu diesem Denkmal hochladen | Ehemaliges Jugendheim (heute Diakonat) | Hauptstraße 5 (Karte)                              | 1914                                                                            | Repräsentatives Gebäude mit Treppenaufgang und betonter Eingangsfront sowie rückseitiger Anbau in einheitlicher Architektursprache, baugeschichtliche und ortsgeschichtliche Bedeutung, stattlicher Baukörper, bestehend aus Hauptbau mit hinterem Anbau, rustizierendes Sockelgeschoss, verputztes Erdgeschoss mit segmentbogigen Fensteröffnungen (zum Teil historische Fenster erhalten) | 09304140 |
| Direkt Bild zu diesem Denkmal hochladen | Wohnhaus | Hauptstraße 19 (Karte)                             | Um 1900                                                                         | Gründerzeitlicher Bau mit Stuckornamenten, baugeschichtlich von Bedeutung, zweigeschossiger massiver Putzbau mit Krüppelwalmdach, florale Gestaltung der Fensterbekrönungen und der Gesimsverkröpfungen | 09253373 |
| Weitere Bilder                          | Evangelische Pfarrkirche, Kirchhof, neun Grabmale und Kirchhofseinfriedung mit drei Toren | Kirchplatz 1 (Karte)                               | 1726–1728 (Kirche); 19. Jahrhundert (Grabmale)                                  | Saalkirche in neobarocken Formen, Umbau nach Plänen von Theodor Quentin unter Einbeziehung des Vorgängerbaus von 1726, Ostturm mit steilem Helm, baugeschichtlich und ortsgeschichtlich von Bedeutung. Im Inneren der Kirche: Grabmal Johann und Anna Sophia Böhmer (gestorben 1742), Grabmal Michael und Anna Maria Frenzel (gestorben 1706), zwei Büsten: Luther und Melanchthon, Orgel (2. Hälfte 19. Jahrhundert) von Kreutzbach aus Borna, Lesepult 1688, 1760, Kanzel und Schalldeckel 1720, Taufe 18. Jahrhundert, drei Glasfenster (Michael Hobrak, 1896), einheitliche Ausstattung (Gestühl, Empore, Holzdecke mit originaler floraler Bemalung) Grabmale auf dem Kirchhof: - Grabmal Jan Michal Budar (1713–1789), Granitquader mit pyramidalem Abschluss, auf zweistufigem Sockel; Inschrift in sorbischer Sprache - Grabmal Georg Grahl, Sandstein, 2. Hälfte 19. Jahrhundert - Grabmal Martin Ratze, Sandstein, 2. Hälfte 19. Jahrhundert - Grabmal Johann Brede (1810–1875), Gutsbesitzer in Denkwitz, neogotisches Grabmal mit Engelsfigur, nach 1875 - Grabmal Johann Schmeils, Sandstein, 2. Hälfte 19. Jahrhundert - Grabmal Johann August Linitz (Gutsbesitzer in Boderwitz) und Johanna Maria, geborene Gödau (1809–1881), Sandsteinsockel, darüber Christusfigur in Nische, 2. Hälfte 19. Jahrhundert - Grabmal Peter Benade (1827–1868), Sandstein, nach 1868 - Grabmal Rhode, Sandstein, 1. Hälfte 19. Jahrhundert - Grabmal Johann Lehmann (1783–1843), Gutsbesitzer, Sandstein, nach 1843 | 09252782 |
|                                         | Wohnhaus | Kirchplatz 2 (Karte)                               | Türsturz bezeichnet mit 1824                                                    | Obergeschoss und Giebel Fachwerk, Krüppelwalmdach, baugeschichtlich und straßenbildprägend von Bedeutung, Fenster in originaler Größe, Erdgeschoss Granitgewände, schönes Türgewände, Haus stand bis 2001 irrtümlich als „Kirchplatz 3“ in Denkmalliste | 09252785 |
| Direkt Bild zu diesem Denkmal hochladen | Wohnhaus, ohne hinteren Anbau (Alter Amtshof) | Kirchplatz 4 (Karte)                               | Wappen bezeichnet mit 1795                                                      | Putzbau mit Krüppelwalmdach und Dachhecht, Wappenstein über dem Portal, gehört zu den Resten des alten Ortskerns, baugeschichtlich und ortsgeschichtlich von Bedeutung, massiver zweigeschossiger Bau, Krüppelwalmdach und Dachhecht, Haustür mit Schlussstein, darüber Bautzener Wappen | 09252784 |
| Direkt Bild zu diesem Denkmal hochladen | Wohnhaus | Kirchplatz 7 (Karte)                               | Um 1800                                                                         | Obergeschoss Fachwerk, zum Teil verbrettert, Strukturbestandteil der Kernbebauung um die Kirche, baugeschichtlich von Bedeutung, Erdgeschoss massiv, teilweise mit Einbrüchen großer liegender Fenster, Fachwerk teils verbrettert, teils Sichtfachwerk, Fenstergrößen Obergeschoss weitgehend ursprünglich, Krüppelwalmdach | 09252128 |
| Direkt Bild zu diesem Denkmal hochladen | Wohnhaus | Oberlausitzer Straße 15 (Karte)                    | Kern 18. Jahrhundert                                                            | Obergeschoss Fachwerk verputzt, Relikt regionaltypischer Holzbauweise in veränderter Umgebung, baugeschichtlich von Bedeutung, altes Türblatt, Fenster in originaler Größe, Satteldach, Giebel verbrettert, Kastenfenster | 09250253 |
| Direkt Bild zu diesem Denkmal hochladen | Wohnstallhaus (Umgebinde) mit Oberlaube | Rosenstraße 1 (Karte)                              | Bezeichnet mit 1792                                                             | Obergeschoss Fachwerk verbrettert, Giebel ornamental verschiefert, Bestandteil des alten Ortskerns, baugeschichtlich von Bedeutung, Fenster und Haustüren mit Granitgewänden | 09252770 |
| Direkt Bild zu diesem Denkmal hochladen | Wohnstallhaus | Rosenstraße 4 (Karte)                              | 2. Hälfte 18. Jahrhundert                                                       | Obergeschoss Fachwerk (durchgehend Andreaskreuze), ehemals Langständerbau, weitgehend ursprünglich erhalten, Bestandteil des alten Dorfkerns, baugeschichtlich und hausgeschichtlich von Bedeutung, Verlängerung der Abbruchgenehmigung vom 18. Dezember 2007 bis zum 18. Dezember 2011 | 09252771 |
| Direkt Bild zu diesem Denkmal hochladen | Wohnblock einer aus vier Wohnblöcken und einem Wirtschaftsgebäude bestehenden Arbeitersiedlung (zusammen mit Spreetal 10/11/12, 13/14/15 und 17/18/19)                                               | Spreetal 7, 8, 9 (Karte)                           | 1890er Jahre                                                                    | Weitgehend im ursprünglichen Aussehen erhalten, sozial- und ortshistorische Relevanz, zweigeschossiger massiver Putzbau, Mansarddach, Dachüberstand mit Anklängen an den Schweizerstil, Fensterbekrönungen: Backstein-Segmentbogen, originale Haustürblätter, Fenstersprossung verloren | 09253369 |
| Direkt Bild zu diesem Denkmal hochladen | Wohnblock einer aus vier Wohnblöcken und einem Nebengebäude bestehenden Arbeitersiedlung (zusammen mit Spreetal 7/8/9, 13/14/15 und 17/18/19)                                                        | Spreetal 10, 11, 12 (Karte)                        | 1890er Jahre                                                                    | Weitgehend im ursprünglichen Aussehen erhalten, sozial- und ortshistorische Relevanz | 09253368 |
| Direkt Bild zu diesem Denkmal hochladen | Wohnblock einer aus vier Wohnblöcken und einem Nebengebäude bestehenden Arbeitersiedlung (zusammen mit Spreetal 7/8/9, 10/11/12 und 17/18/19)                                                        | Spreetal 13, 14, 15 (Karte)                        | 1890er Jahre                                                                    | Weitgehend im ursprünglichen Aussehen erhalten, sozial- und ortshistorische Relevanz | 09253367 |
| Direkt Bild zu diesem Denkmal hochladen | Wohnblock einer aus vier Wohnblöcken und einem Nebengebäude bestehenden Arbeitersiedlung (zusammen mit Spreetal 7/8/9, 10/11/12 und 13/14/15)                                                        | Spreetal 17, 18, 19 (Karte)                        | 1890er Jahre                                                                    | Weitgehend im ursprünglichen Aussehen erhalten, sozial- und ortshistorische Relevanz | 09253370 |

## Liste der Kulturdenkmale inBerge
| Bild           | Bezeichnung                                                | Lage                  | Datierung                 | Beschreibung | ID       |
| -------------- | ---------------------------------------------------------- | --------------------- | ------------------------- | --- | -------- |
|                | Wohnstallhaus (Umgebinde)                                  | Berge 4 (Karte)       | 2. Hälfte 18. Jahrhundert | Obergeschoss und Giebel Fachwerk, zum Teil verbrettert, große Jochweiten des Umgebindes, Dachüberstand, verzierter Giebel, einziges ursprünglich erhaltenes Gebäude der Ortslage, baugeschichtlich von Bedeutung, Fenster in originaler Größe | 09252779 |
| Weitere Bilder | Denkmal für den Komponisten Korla Awgust Kocor (1822–1904) | bei Berge 4 (Karte)   | Bezeichnet mit 1929       | Granitstele mit Medaillon, das den Komponisten zeigt, ortsgeschichtlich von Bedeutung | 09252778 |
|                | Denkmal für die Gefallenen des Ersten Weltkrieges          | neben Berge 4 (Karte) | Nach 1918                 | Inschrift: „UNSERN HELDEN 1914 – 1918“, mit Schwert, ortsgeschichtlich von Bedeutung. Weiterer Text: „Sei getreu bis in den Tod“. | 09252780 |

## Liste der Kulturdenkmale inBinnewitz
| Bild | Bezeichnung                                       | Lage                                              | Datierung           | Beschreibung | ID       |
| ---- | ------------------------------------------------- | ------------------------------------------------- | ------------------- | --- | -------- |
|      | Wegestein                                         | Ebendörfler Straße/Ecke Jenkwitzer Straße (Karte) | Bezeichnet mit 1829 | Verkehrsgeschichtlich von Bedeutung, aus Naturstein, Schaft mit abgefasten Kanten, darüber breiterer Kopf mit vertiefter Schrifttafel in der zugewandten Seitenfläche und dachartigem Abschluss | 09252754 |
|      | Denkmal für die Gefallenen des Ersten Weltkrieges | Am Hang (Karte)                                   | Nach 1918           | Ortsgeschichtlich von Bedeutung | 09252755 |

## Liste der Kulturdenkmale inCosul
| Bild                                    | Bezeichnung                                       | Lage                                    | Datierung                 | Beschreibung | ID       |
| --------------------------------------- | ------------------------------------------------- | --------------------------------------- | ------------------------- | --- | -------- |
| Direkt Bild zu diesem Denkmal hochladen | Wegestein                                         | (Cosul, westlicher Ortseingang) (Karte) | 19. Jahrhundert           | Verkehrsgeschichtlich von Bedeutung, Natursteinsäule aus einem Schaft mit abgefasten Kanten und kubischem Kopf mit flachpyramidalem Abschluss, drei der vier Seitenflächen des Kopfes weisen vertiefte Inschriftfelder auf | 09303889 |
| Direkt Bild zu diesem Denkmal hochladen | Portal des Gasthofes mit Inschrifttafel           | Cosul 2 (Karte)                         | Bezeichnet mit 1819       | Handwerklich-künstlerisch und ortsgeschichtlich von Bedeutung, Inschrift: „Wir bauen alle feste und sind doch fre, und wo wir wolten (obig) sein, da bauen wir gar wenig ein“ Mi.Reb., Denkmal stand bis 2001 irrtümlich ohne Hausnummer in Liste und bis 2011 unter Nummer 1b                                                                           | 09252768 |
| Direkt Bild zu diesem Denkmal hochladen | Wohnstallhaus (Umgebinde)                         | Cosul 11 (Karte)                        | Um 1800                   | Feldsteinsockel, Obergeschoss Fachwerk teils verbrettert, baugeschichtlich von Bedeutung, einfache Umgebindekonstruktion mit großen Jochweiten, Blockstube mit Eckverkämmung, Granitgewände der Haustür, Fenster originale Größe, Schieferdeckung | 09252758 |
| Weitere Bilder                          | Denkmal für die Gefallenen des Ersten Weltkrieges | neben Cosul 14a (Karte)                 | Nach 1918                 | Ortsgeschichtlich von Bedeutung | 09252769 |
| Direkt Bild zu diesem Denkmal hochladen | Wohnstallhaus mit Oberlaube (Umgebinde)           | Cosul 24 (Karte)                        | Mitte 18. Jahrhundert     | Obergeschoss und Giebel Fachwerk verkleidet, alte Umgebindekonstruktion, Eckverkämmung der Blockstube, Dachüberstand, langgestreckter Baukörper, bestand ursprünglich aus vorderem Wohnteil (mit Umgebinde) und hinterem massivem Stallanbau (dieser in 2013 abgebrochen), baugeschichtlich und hausgeschichtlich von Bedeutung, Fenster originale Größe | 09252757 |
| Direkt Bild zu diesem Denkmal hochladen | Wohnstallhaus (Umgebinde)                         | Cosul 31a (Karte)                       | 2. Hälfte 19. Jahrhundert | Ausgedingehaus eines Bauernhofes, seltener Fall von Umgebinde im Obergeschoss, teils Fachwerk, Erdgeschoss massiver Stallteil, baugeschichtlich und hausgeschichtlich von Bedeutung, Obergeschoss weitgehend original erhalten | 09252759 |

## Liste der Kulturdenkmale in Denkwitz
| Bild | Bezeichnung                   | Lage                                        | Datierung           | Beschreibung | ID       |
| ---- | ----------------------------- | ------------------------------------------- | ------------------- | --- | -------- |
|      | Gedenkstein für Martin Luther | (Gemarkung Denkwitz, Flurstück 5/9) (Karte) | Bezeichnet mit 1888 | Obeliskartiger Granitstein auf profiliertem Sockel, mit Inschrift: „10. Nov. 1488 Zur Erinnerung an den 400jähr. Geburtstag Dr. Martin Luthers d. 10. Nov. 1888“, geschichtlich von Bedeutung, bei der Erfassung 1995 irrtümlich als Wegestein in die Denkmalliste eingetragen, einen Wegestein gibt es im Ortsteil Denkwitz nicht | 09252752 |

## Liste der Kulturdenkmale in Ebendörfel
| Bild                                    | Bezeichnung | Lage                                             | Datierung                                                          | Beschreibung | ID       |
| --------------------------------------- | --- | ------------------------------------------------ | ------------------------------------------------------------------ | --- | -------- |
| Direkt Bild zu diesem Denkmal hochladen | Wegestein | Binnewitzer Straße, an der Straße nach Binnewitz | 19. Jahrhundert                                                    | Verkehrsgeschichtlich von Bedeutung | 09303892 |
| Weitere Bilder                          | Gasthof Ebendörfel | Bautzener Straße 57 (Karte)                      | Portal bezeichnet mit 1824                                         | Spätbarocker Putzbau mit Korbbogenportal, baugeschichtlich und ortsgeschichtlich von Bedeutung, Bruchsteinmauerwerk, Granitgewände, zehn Fledermausgaupen, innen Granittreppe, Krüppelwalmdach | 09250216 |
| Weitere Bilder                          | Betkreuz | neben Bautzener Straße 57 (Karte)                | Sockel bezeichnet mit 1865                                         | Kruzifix mit Marienfigur, regionalgeschichtlich von Bedeutung | 09250219 |
| Weitere Bilder                          | Wohnstallhaus (Umgebinde) und Scheune eines Zweiseithofes | Bautzener Straße 61 (Karte)                      | Türsturz bezeichnet mit 1846                                       | Wohnstallhaus Obergeschoss Fachwerk, zum Teil verbrettert, Umgebinde profiliert, Krüppelwalmdach mit fünf Fledermausgaupen, baugeschichtlich und wirtschaftsgeschichtlich von Bedeutung, Wohnstallhaus mit Fenstern in originaler Größe, Biberschwanzdeckung | 09250218 |
|                                         | Wohnstallhaus | Bautzener Straße 63 (Karte)                      | 1. Hälfte 19. Jahrhundert                                          | Obergeschoss Fachwerk verbrettert, Bestandteil des alten Ortsbildes, baugeschichtlich von Bedeutung, Fenster im Obergeschoss originale Größe, Erdgeschoss-Fenster leicht verändert, Korbbogenportal, Haustürgewände profiliert, bis Juni 2011 irrtümlich unter Bautzener Straße 65 in der Denkmalliste | 09251402 |
|                                         | Wohnstallhaus mit integrierter Scheune | Bautzener Straße 76 (Karte)                      | Um 1850                                                            | Obergeschoss zum Teil Fachwerk, Granitgewände, fünf Fledermausgaupen im Krüppelwalmdach, baugeschichtlich von Bedeutung, Erdgeschoss mit Veränderungen, Fenstergröße jedoch original, Biberschwanzdeckung | 09250220 |
|                                         | Wohnstallhaus mit Oberlaube (Umgebinde) und Holzscheune eines Bauernhofes | Bautzener Straße 82 (Karte)                      | Schlussstein der Haustür bezeichnet mit 1783                       | Wohnstallhaus Obergeschoss Fachwerk verbrettert, baugeschichtlich von Bedeutung, alte Fenstergrößen, Erdgeschoss noch Winterfenster, Umgebinde ausgemauert, Korbbogenportal | 09250221 |
| Weitere Bilder                          | Kriegerdenkmal für die Gefallenen des Ersten Weltkrieges, von Ehrenhain umgeben | Denkmalstraße (Karte)                            | 1921                                                               | Ortsgeschichtlich von Bedeutung, beschrifteter Monolith (deutsch/sorbisch) auf Steinhaufen, mit grobem Granit umfriedet, Inschrift: „Den gefallenen Helden Deutschlands für Ehre und Sein, nie soll ihr Name verschwinden, heilig soll er uns sein“ | 09250214 |
| Direkt Bild zu diesem Denkmal hochladen | Wohnhaus | Denkmalstraße 9 (Karte)                          | Um 1800                                                            | Geburtshaus des Forschers Michał Rostok (1821–1893), ortsgeschichtlich von Bedeutung | 09252796 |
|                                         | Wohnstallhaus | Ziegeleistraße 5 (Karte)                         | Mitte 19. Jahrhundert                                              | Obergeschoss Fachwerk verbrettert, baugeschichtlich von Bedeutung, Fenster in originaler Größe, Biberschwanzdeckung, Krüppelwalmdach | 09251343 |
| Direkt Bild zu diesem Denkmal hochladen | Wohnstallhaus mit Dachreiter und parallel dazu stehende Scheune sowie Reste des aufgehenden Mauerwerkes des dritten ehemaligen Wirtschaftsgebäudes als heutige hofseitige Begrenzung und straßenseitige Hofeinfahrt mit Einfriedungsmauer eines ortsbildprägenden Bauernhofes | Ziegeleistraße 6 (Karte)                         | Bezeichnet mit 1832 (Wohnstallhaus); bezeichnet mit 1893 (Scheune) | Baugeschichtlich und ortsbildprägend von Bedeutung. Gesamte Hofanlage saniert. - Wohnstallhaus: massiv (Feldstein), verputzt, mit profilierter Haustür und Granitgewände, originale Fenster, rundbogiges Portal mit Datierung im Schlussstein (1832), Krüppelwalmdach mit Biberschwanzdeckung und kleinem Dachreiter - Wirtschaftsgebäude: bezeichnet auf Tafeln mit 1893 und 1915 - Drittes hofabschließendes Wirtschaftsgebäude abgerissen und Neubau (kein Denkmal), nur an drei Seiten Umfassungsmauern erhalten, die heute als Hofeinrichtung an der Feldseite fungieren. - Straßenseitige Hofeinfahrt erhalten, ehemalige Remise abgebrochen und Ersatzneubau (kein Denkmal). | 09250217 |
|                                         | Scheune und Einfriedungsmauer eines Bauernhofes | hinter Ziegeleistraße 7 (Karte)                  | 18. Jahrhundert                                                    | Scheune in Fachwerk, einst mit Stroheindeckung, heute Notdach aus Wellblech, singulär, baugeschichtlich und hausgeschichtlich von Bedeutung, Trockenmauer ortsbildprägend von Bedeutung. - Scheune: Trennung von Bansen und Tenne, verblattete Kopfbänder, Kreuzstrebengefüge, ausgelehmt - Mauer: trocken und mit Lehmbeigaben gesetzt, aus unregelmäßigen Natursteinen bestehend, etwa 30 m fortlaufender Mauerzug an Straße und Feldseite des Grundstückes | 09252750 |

## Liste der Kulturdenkmale inEulowitz
| Bild                                    | Bezeichnung                                       | Lage                                                         | Datierung                      | Beschreibung | ID       |
| --------------------------------------- | ------------------------------------------------- | ------------------------------------------------------------ | ------------------------------ | --- | -------- |
| Direkt Bild zu diesem Denkmal hochladen | Denkmal für die Gefallenen des Ersten Weltkrieges | Dorfstraße, Niedereulowitz (Karte)                           | 1921                           | Findling mit umgebender Mauer aus Granithausteinen, ortsgeschichtlich von Bedeutung, Inschrift: „Den gefallenen Helden in dankbarem Gedenken“                                                                                     | 09252817 |
| Direkt Bild zu diesem Denkmal hochladen | Wohnstallhaus (Umgebinde)                         | Dorfstraße 1, Niedereulowitz (Karte)                         | Um 1800                        | Obergeschoss Fachwerk verkleidet, einziges erhaltenes Umgebinde in der Gemeinde, baugeschichtlich von Bedeutung, Schieferdeckung, Stallteil mit Gewölbe, ehemaliger Wirtschaftsteil mit Frackdach, Giebelfenster leicht verändert | 09252818 |
| Direkt Bild zu diesem Denkmal hochladen | Wegestein                                         | Hauptstraße, Ecke Bederwitzer Straße, Neu-Eulowitz (Karte)   | 19. Jahrhundert                | Verkehrsgeschichtlich von Bedeutung, Granitsäule, langer Schaft mit pyramidalem Abschluss | 09252820 |
| Direkt Bild zu diesem Denkmal hochladen | Gasthof Erbgericht, ohne Anbau                    | Hauptstraße 8, Ecke Bederwitzer Straße, Neu-Eulowitz (Karte) | Türstock bezeichnet mit 1855   | Obergeschoss Fachwerk, zum Teil ornamental verschiefert, großer Dachhecht, baugeschichtlich, ortsgeschichtlich und platzbildprägend von Bedeutung, Keller mit Gewölben                                                            | 09252819 |
| Direkt Bild zu diesem Denkmal hochladen | Gasthof Neu-Eulowitz                              | Hauptstraße 17 (Karte)                                       | Türgewände bezeichnet mit 1793 | Obergeschoss Fachwerk ornamental verschiefert, profilierter Granittürstock mit Schlussstein, baugeschichtlich und ortsgeschichtlich von Bedeutung, Fenster in beiden Geschossen sowie Giebelseiten leicht verändert               | 09252821 |

## Liste der Kulturdenkmale inKlein-Kunitz
| Bild                                    | Bezeichnung                             | Lage                   | Datierung                    | Beschreibung | ID       |
| --------------------------------------- | --------------------------------------- | ---------------------- | ---------------------------- | --- | -------- |
| Direkt Bild zu diesem Denkmal hochladen | Wohnstallhaus (Umgebinde) mit Oberlaube | Klein-Kunitz 2 (Karte) | Türstock bezeichnet mit 1809 | Obergeschoss Fachwerk, Dachüberstand und bemerkenswerte halboffene Holzoberlaube, im ursprünglichen Sinne erhalten, Seltenheitswert, baugeschichtlich und hausgeschichtlich von Bedeutung, Erdgeschoss Bruchstein, Granitgewände der Haustür, Garageneinbau, Ortschronik seit 1839 | 09252767 |

## Liste der Kulturdenkmale in Rascha
| Bild                                    | Bezeichnung                           | Lage                        | Datierung                   | Beschreibung | ID       |
| --------------------------------------- | ------------------------------------- | --------------------------- | --------------------------- | --- | -------- |
|                                         | Gedenkstein für Johann Gottlob Postel | (am Drohmberg) (Karte)      | Bezeichnet mit 1846         | Ortsgeschichtlich von Bedeutung | 09252775 |
| Direkt Bild zu diesem Denkmal hochladen | Wegestein                             | (am Drohmberg) (Karte)      | 19. Jahrhundert             | Verkehrsgeschichtlich von Bedeutung | 09252774 |
| Direkt Bild zu diesem Denkmal hochladen | Gasthaus (Umgebinde) „Zum Drohmberg“  | Bautzener Straße 30 (Karte) | Haustür bezeichnet mit 1836 | Obergeschoss zum Teil Fachwerk, ornamental verschiefert, nördlicher Teil massiv, baugeschichtlich, ortsgeschichtlich und straßenbildprägend von Bedeutung | 09252756 |

## Streichungen von der Denkmalliste

### Streichungen von der Denkmalliste (Großpostwitz)
| Bild                                    | Bezeichnung                  | Lage                       | Datierung | Beschreibung | ID       |
| --------------------------------------- | ---------------------------- | -------------------------- | --------- | --- | -------- |
| Direkt Bild zu diesem Denkmal hochladen | Lutherschule                 | Bautzener Straße 8 (Karte) | 1912      | Neobarockes Schulgebäude, bau- und ortsgeschichtlich von Bedeutung. Zwischen 2017 und 2024 aus der Denkmalliste gestrichen.                             | 09252793 |
|                                         | Straßenbrücke über die Spree | Spreetal (Karte)           | Um 1900   | Bau- und technikgeschichtlich von Bedeutung, Eisenkonstruktion auf zwei Bruchsteinpfeilern. Zwischen 2014 und 2016 abgerissen und durch Neubau ersetzt. | 09275283 |

### Streichungen von der Denkmalliste (Eulowitz)
| Bild                                    | Bezeichnung | Lage                   | Datierung                | Beschreibung | ID       |
| --------------------------------------- | ----------- | ---------------------- | ------------------------ | --- | -------- |
| Direkt Bild zu diesem Denkmal hochladen | Häuslerei   | Hauptstraße 16 (Karte) | Wahrscheinlich nach 1800 | Obergeschoss Fachwerk verbrettert, in Aussehen und Konstruktion ursprünglich erhalten, baugeschichtlich von Bedeutung. Zwischen 2016 und 2019 abgerissen. | 09252366 |

## Tabellenlegende
- Bild: Bild des Kulturdenkmals, ggf. zusätzlich mit einem Link zu weiteren Fotos des Kulturdenkmals im Medienarchiv Wikimedia Commons. Wenn man auf das Kamerasymbol klickt, können Fotos zu Kulturdenkmalen aus dieser Liste hochgeladen werden:
- Bezeichnung: Denkmalgeschützte Objekte und ggf. Bauwerksname des Kulturdenkmals
- Lage: Straßenname und Hausnummer oder Flurstücknummer des Kulturdenkmals. Die Grundsortierung der Liste erfolgt nach dieser Adresse. Der Link (Karte) führt zu verschiedenen Kartendiensten mit der Position des Kulturdenkmals. Fehlt dieser Link, wurden die Koordinaten noch nicht eingetragen. Sind diese bekannt, können sie über ein Tool mit einer Kartenansicht einfach nachgetragen werden. In dieser Kartenansicht sind Kulturdenkmale ohne Koordinaten mit einem roten bzw. orangen Marker dargestellt und können durch Verschieben auf die richtige Position in der Karte mit Koordinaten versehen werden. Kulturdenkmale ohne Bild sind an einem blauen bzw. roten Marker erkennbar.
- Datierung: Baubeginn, Fertigstellung, Datum der Erstnennung oder grobe zeitliche Einordnung entsprechend des Eintrags in der sächsischen Denkmaldatenbank
- Beschreibung: Kurzcharakteristik des Kulturdenkmals entsprechend des Eintrags in der sächsischen Denkmaldatenbank, ggf. ergänzt durch die dort nur selten veröffentlichten Erfassungstexte oder zusätzliche Informationen
- ID: Vom Landesamt für Denkmalpflege Sachsen vergebene, das Kulturdenkmal eindeutig identifizierende Objekt-Nummer. Der Link führt zum PDF-Denkmaldokument des Landesamtes für Denkmalpflege Sachsen. Bei ehemaligen Kulturdenkmalen können die Objektnummern unbekannt sein und deshalb fehlen bzw. die Links von aus der Datenbank entfernten Objektnummern ins Leere führen. Ein ggf. vorhandenes Icon  führt zu den Angaben des Kulturdenkmals bei Wikidata.

## Ausführliche Denkmaltexte
1. ↑  Dehio – Handbuch der deutschen Kunstdenkmäler / Sachsen Band 1:

Evangelische Pfarrkirche Großpostwitz. Ortsbildprägende, mit neubarocken Formen gestaltete Saalkirche von 1893. Neubau nach Plänen von Theodor Quentin unter Verwendung von Teilen des Vorgängerbaus von 1726–28 (Turm und Längswände). Restaurierung 1977/78.
Verputzter Bau mit Bruchsteinsockel, Rundbogenfenstern und hohem Satteldach. Eingezogener, von Strebepfeilern umstellter Chor mit 3/8-Schluss und verschiedene Anbauten mit Mansarddach. Die Westseite geprägt von dem hohen, querrechteckigen Turm mit seitlichen Anschwüngen, Glockengeschoss über Fußwalm an den Ecken abgeschrägt, steiles Walmdach mit schmalem hohem Dachreiter. Zentrale, offene Vorhalle mit Arkatur und geschweiftem Pultdach, seitlich davon polygonale Vorbauten mit geschweifter Haube.
Weiträumiger Innenraum, beherrscht durch die dunkle korbbogenförmige Holzdecke, zum Teil mit floraler Bemalung, entsprechend gestaltet die eingeschossige Empore an drei Seiten und das Gestühl. Triumphbogen und Geländer mit filigranen Blumenmotiven zum erhöhten Chor. Drei Buntglasfenster, Anbetung der Hirten und Könige, Himmelfahrt und Christus als guter Hirte, letzteres bezeichnet 1896.
Ausstattung: Aufwendiger, farbig gefasster und vergoldeter Barockaltar aus Holz, 1688 gefertigt von dem Tischler Joachim Stöckel und dem Maler Sigismund Heinrich Kauderbach. Die Predella mit Abendmahlsbild, Postamente der Säulen mit Cherubinen. Die Haupttafel mit Darstellung der Kreuzigung und gemalte Nischenfiguren, Moses und Jesajas, zwischen Säulen mit reichen Kompositkapitellen. In den seitlichen Anschwüngen mit kräftigem Rankenwerk links die Darstellung der Grablegung, rechts Christus am Ölberg. Im Auszug zwischen ähnlichen Säulen Gemälde der Auferstehung sowie gemalte Nischenfiguren, Spes und Fides. Seitlich und auf dem Abschlussgesims je zwei Evangelisten. Als Abschluss Darstellung des Pfingstwunders. Reich geschmückte, farbig gefasste Holzkanzel, um 1720, der achteckige Korb mit Puttenköpfen sowie goldenen Blattgehängen und Ornamenten, Brüstungs- und Fußgesims mit Lambrequins. Muschelförmiger Schalldeckel, gehalten von einem schwebenden Engel. Farbig gefasste Holztaufe mit birnenförmiger Kuppa und aufwendigem Deckel, Ende 18. Jahrhundert. Schlanke kelchförmige Granittaufe mit verschiedenen floralen Motiven, 17. Jahrhundert. Farbig gefasstes Lesepult aus Holz, um 1688 ursprünglich als Kanzelkorb gearbeitet, 1760 verändert, die Brüstungsfelder mit Engelköpfen und Ranken. Kreutzbach-Orgel von 1857, der eher schlichte Prospekt mit vergoldetem Rankenwerk. In der Turmhalle Grabmal für Michael Frentzel († 1706) und seine Frau Anna Maria Frentzel († 1715), zwei Engel mit Kelch und Bibel halten ein in der Mitte geteiltes Tuch mit Inschrift, in den unteren Ecken Sanduhr und Totenschädel. Grabmal des Johann Böhmer sen. († 1742), zwischen zwei Schmuckkartuschen mit Inschrift eine hohe, von Engeln getragene Palme mit Krone, unten ein Kirchhof mit Kelch und Schädel, aus denen Palmen wachsen, oben Wolken mit Palmen und ein von Engeln umgebenes Strahlendreieck.